# Danielle Woodward
Danielle Anne Woodward, OAM (* 20. März 1965 in Melbourne) ist eine ehemalige australische Kanutin.

## Karriere
Danielle Woodward nahm dreimal im Einer-Kajak im Kanuslalom an Olympischen Spielen teil. Bei ihrem Olympiadebüt 1992 in Barcelona gewann sie sogleich eine Medaille, als sie die mit einer Zeit von 128,27 Sekunden im zweiten Lauf die insgesamt zweitbeste Laufzeit aller Starterinnen erzielte. Sie erhielt hinter Elisabeth Micheler, die mit 126,41 Punkten den Wettbewerb gewann, und vor Dana Chladek, deren Punktzahl 131,75 betrug, die Silbermedaille. Vier Jahre darauf belegte sie in Atlanta den zwölften Platz, nachdem sie im ersten Lauf aufgrund von Strafpunkten zunächst weit abgeschlagen war und den zweiten Lauf mit 177,60 Punkten beendete. Bei den Olympischen Spielen 2000 in Sydney erreichte sie nach erfolgreicher Qualifikation für die Endläufe mit einer kombinierten Finalpunktzahl von 261,89 Punkten den achten Gesamtplatz. Ihre Karriere dauerte von 1982 bis 2001 an. Zwischen 1983 und 2001 gewann sie bis auf zwei Ausnahmen jedes Jahr die australischen Meisterschaften im Kanuslalom.
Von 1997 bis 2002 war sie Nationaltrainerin der australischen Kanuslalom-Mannschaft. Im Jahr 2000 erhielt Woodward die Australian Sports Medal. Zwei Jahre darauf wurde sie für ihre Verdienste um den Kanusport zudem mit der Medal of the Order of Australia ausgezeichnet. Seit 2007 hatte sie verschiedene Positionen beim australischen Kanuverband inne, 2013 wurde sie Vorstandsmitglied beim Australian Olympic Committee. 2019 nahm der australische Kanuverband Woodward in die Hall of Fame auf.